# Венгрия на зимних Олимпийских играх 1948
Венгрия принимала участие в Зимних Олимпийских играх 1948 года в Санкт-Морице (Швейцария) в пятый раз за свою историю и завоевала одну медаль — «серебро» в парном фигурном катании.

## Медалисты
| Медаль | Спортсмен                | Вид спорта       | Дисциплина     |
| ------ | ------------------------ | ---------------- | -------------- |
| 2      | Андреа Кекешши Эде Кирай | Фигурное катание | Парное катание |

## Состав сборной
Сборную страны составляли 22 спортсмена: 17 мужчин и 5 женщин, которые соревновались в 5 видах спорта:
- горнолыжный спорт
- конькобежный спорт
- лыжные гонки
- прыжки на лыжах с трамплина
- фигурное катание.

Самой младшей участницей сборной была 19-летняя фигуристка Марианна Надь.

## Результаты

### Конькобежный спорт
Мужчины
| Дистанция | Спортсмен      | Результат | Результат |
| Дистанция | Спортсмен      | Время     | Место     |
| --------- | -------------- | --------- | --------- |
| 500 м     | Иван Рутткай   | 47,4      | 37        |
| 500 м     | Акош Элекфи    | 46,8      | 34        |
| 500 м     | Корнель Пайор  | 45,7      | 21        |
| 500 м     | Янош Килиан    | 44,8      | 14        |
| 1500 м    | Гедеон Ладаньи | 2:31,3    | 39        |
| 1500 м    | Янош Килиан    | 2:22,5    | 15        |
| 1500 м    | Корнель Пайор  | 2:22,2    | 14        |
| 1500 м    | Иван Рутткай   | 2:21,2    | 10        |
| 5000 м    | Гедеон Ладаньи | 9:30,2    | 35        |
| 5000 м    | Акош Элекфи    | 9:18,6    | 29        |
| 5000 м    | Иван Рутткай   | 8:46,9    | 13        |
| 5000 м    | Корнель Пайор  | 8:45,2    | 10        |
| 10000 м   | Янош Килиан    | 20:23,8   | 16        |
| 10000 м   | Иван Рутткай   | 20:16,5   | 15        |
| 10000 м   | Корнель Пайор  | 17:45,6   | 4         |

### Лыжные гонки
Гонка на 18 км у мужчин прошла 31 января.
Мужчины
| Дистанция | Спортсмен           | Результат | Результат |
| Дистанция | Спортсмен           | Время     | Место     |
| --------- | ------------------- | --------- | --------- |
| 18 км     | Имре Бетак          | 1’29:24   | 57        |
| 18 км     | Андраш Харангвёльди | 1’28:10   | 49        |

### Прыжки с трамплина
Соревнования прошли 7 февраля на Олимпиашанце.

### Фигурное катание
Соревнования прошли со 2 по 7 февраля на олимпийском овале «Бадруттс Парк». Спортсмены соревновались в трёх дисциплинах: в мужском и женском одиночном катании и в парах.
Мужчины
| Спортсмен | Обязательные фигуры | Произвольная программа | Баллы   | Сумма мест | Место |
| --------- | ------------------- | ---------------------- | ------- | ---------- | ----- |
| Эде Кирай | 5                   | 5                      | 174,400 | 42         | 5     |

Женщины
| Спортсменка | Обязательные фигуры | Произвольная программа | Баллы   | Сумма мест | Место |
| ----------- | ------------------- | ---------------------- | ------- | ---------- | ----- |
| Эва Линднер | 22                  | 17                     | 134,188 | 192        | 21    |
| Мария Саари | 17                  | 14                     | 140,944 | 142        | 17    |

Пары
| Спортсмены               | Баллы  | Сумма мест | Место |
| ------------------------ | ------ | ---------- | ----- |
| Марианна Надь Ласло Надь | 9,909  | 89         | 7     |
| Андреа Кекешши Эде Кирай | 11,109 | 26         | 2     |